# Henschel Hs 123
Henschel Hs.123 — один из первых немецких пикирующих бомбардировщиков, с развитием авиации его больше использовали уже как штурмовик. Самолёт был сконструирован в компании «Henschel-Werke». По программе предусматривалось создание относительно простого одноместного биплана.

## История
Самолёт первый раз поднялся в небо 1 апреля 1935 года. 8 мая он был продемонстрирован официальным лицам рейха. В августе 1935 года 4 прототипа прошли испытания на полигоне в Рехлине. Вскоре после доработок самолёт был запущен в серийное производство летом 1936 года, принят на вооружение немецких люфтваффе в ноябре 1936 года. Вскоре после принятия на вооружение Ju.87A самолёт больше использовался как штурмовик, став при этом первым самолётом-штурмовиком люфтваффе.

## Боевое применение

### Испания
Боевое крещение Hs.123 принял во времена гражданской войны в Испании на стороне испанских националистов, таким образом немецкое военное командование проводило испытания этого самолёта. В Испании Hs.123 летали до 1945 года. В Испанию было поставлено всего 16 самолётов.

### Авиаудары по Польше
Во времена Второй мировой войны Hs.123 одни из первых нанесли авиаудары по Польше.

### Западный фронт
Hs.123 действовали на западном фронте во Франции, Бельгии. 10 мая 1940 года группа Hs.123 поддерживала войска, атаковавшие Бельгию. Hs.123 взаимодействовали с танковой группой Клейста. Hs.123 участвовали в боях против Югославии, Греции.

### Восточный фронт
На начало 1941 года Hs.123 действовали на северном направлении, затем участвовали в сражениях у Брянска, Вязьмы, в битве под Москвой. В мае 1942 года Hs.123 воевали в Крыму, затем участвовали в боях под Харьковом. Летом 1943 Hs.123 воевал на Курской дуге.

### Китай
Самолёты участвовали в Японско-китайской войне на стороне Китая. В частности, Hs.123 бомбили вражеские корабли на реке Янцзы.

## Описание
Hs.123 представлял собой одностоечный полутораплан. Двухлонжеронное верхнее крыло крепилось к фюзеляжу N-образными стойками. Нижнее крыло было однолонжеронным. Обшивка крыльев была смешанной: металлической (дюралевой) и тканевой. Фюзеляж типа полумонокок, цельнометаллический, овального сечения. Шасси трёхопорное, неубирающееся, с хвостовым свободноориентирующимся колесом. Основные стойки шасси закрыты обтекателями.

## Лётно-технические характеристики (Hs.123A-1)
Источник данных: Jim Winchester «Aircraft of World War II»

Технические характеристики
- Экипаж: 1
- Длина: 8,33 м
- Размах крыла: 10,5 м
- Высота: 3,22 м
- Площадь крыла: 24,85 м2
- Масса пустого: 1505 кг
- Нормальная взлётная масса: 2217 кг
- Силовая установка: 1 × ПД BMW 132Dc
- Мощность двигателей: 1 × 880 л. с. (1 × 649 кВт)

Лётные характеристики
- Максимальная скорость: 341 км/ч (на высоте 1200 м)
- Практическая дальность: 860 км
- Практический потолок: 9000 м
- Скороподъёмность: 15 м/с

Вооружение
- Стрелково-пушечное: 2 × 7,9 мм пулемета MG-17
- Точки подвески: 4
- Боевая нагрузка: 4 × 50-кг бомбы; или контейнеры с 2-кг осколочными бомбами SD2 (каждый из двух контейнеров вмещал по 92 бомбы); или 2 × 20-мм пушки MG FF на подкрыльевых держателях

## Модификации
- Hs.123A-0 — предсерийная модель. Построено 16 штук.
- Hs.123А-1 — двигатель BMW 132Dc (880 л. с.). Стрелковое вооружение — 2 синхронных 7,92-мм пулемета MG 17. Бомбовая нагрузка — 1х250-кг бомба под фюзеляжем (возможна подвеска ПТБ), 4х50-кг бомбы под крылом (вместо них возможна подвеска 2 контейнеров с 92 2-кг осколочными бомбами). Построено 229 серийных штук.
- Hs.123В-1 — полностью металлическая обшивка крыла, изменены элероны.